# Почётный член РАХ
Почетный член РАХ — один из типов статуса членов Российской академии художеств. В разные годы в состав Академии входили Назначенные члены, профессоры Академии, Почетные вольные общники. Почётные члены РАХ избираются Президиумом Академии. В современный состав академии Российской академии художеств входят члены Академии, почетные члены Академии и иностранные члены Академии. Членами Академии являются действительные члены (академики) и члены-корреспонденты, избираемые общим собранием членов Академии (ст. 21 Устава).
Выдающиеся деятели культуры и искусства Российской Федерации и других стран, а также лица, которые своей активной просветительской, общественной, благотворительной и спонсорской деятельностью вносят значительный вклад в развитие Академии и российской культуры в целом, могут быть избраны Почётными членами Российской академии художеств (ст. 36 Устава).
Членство в Академии является пожизненным.
Среди почетных членов академии многие известные деятели культуры, искусства и науки, политики, бизнесмены и религиозные деятели. В ряде случаев присуждение этого звания вызывало дискуссии, как это было в результате избрания почетным членом РАХ Евгении Васильевой. Звание почетного академика возникло во Франции в семнадцатом веке, а затем существовало в различных зарубежных и отечественных академиях. В Российской Федерации такое звание существует в Российской академии образования, Российской академии архитектуры и строительных наук и Российской академии художеств. В Российской академии наук такого звания нет, хотя в АН СССР оно существовало; так в 1939 году оно было присвоено И. В. Сталину.
Ниже приведён актуальный (неполный) список почётных членов Российской академии художеств.
1. Абельцев, Владимир Петрович
2. Авдеев, Александр Алексеевич
3. Агаларов, Араз Искендерович
4. Агафонова, Любовь Леонидовна
5. Агеева, Марина Владимировна
6. Агниашвили, Елизавета Николаевна
7. Адамишина, Ольга Николаевна
8. Азбуханов, Рашид Шамогонович
9. Азбуханова, Инесса Ивановна
10. Акбулатов, Эдхам Шукриевич
11. Акимов, Константин Васильевич
12. Акулов, Виктор Павлович
13. Албин, Игорь Николаевич
14. Алексеев, Александр Всеволодович
15. Алиев, Магомед-Али Раджов-Гаджиевич
16. Алиханов, Хаджи-Мурад Абдулмеджадович
17. Ананьев, Алексей Николаевич
18. Андроникова, Екатерина Ираклиевна
19. Анисимов, Виталий Гаврилович
20. Аничкин, Геннадий Викторович
21. Антоненко, Светлана Алеесандровна
22. Антонов, Николай Алексеевич
23. Арзуманян, Софья Владимировна
24. Арзуманян, Тамара Геннадьевна
25. Арсенюк, Юрий Михайлович
26. Артамонов, Александр Михайлович
27. Архипов, Виктор Николаевич
28. Асланян, Фридон Суренович
29. Атаева, Лариса Магомедовна
30. Афанасьев, Алексей Константинович
31. Афанасьев, Михаил Николаевич
32. Афанасьева, Татьяна Васильевна
33. Афиани, Виталий Юрьевич
34. Аяцков, Дмитрий Фёдорович
35. Бабаян, Давид Алексеевич
36. Бабичев, Роман Данилович
37. Баданина, Татьяна Васильевна
38. Бадретдинова, Винера Фавиловна
39. Байцаева, Людмила Петровна
40. Балега, Юрий Юрьевич
41. Баранов, Алексей Борисович
42. Баргов, Анатолий Николаевич
43. Бартенев, Андрей Дмитриевич
44. Барыкина, Любовь Алексеевна
45. Басилашвили, Олег Валерианович
46. Батурин, Юрий Михайлович
47. Батынков, Константин Александрович
48. Батырева, Светлана Гарриевна
49. Бахтизин, Рамиль Назифович
50. Башмет, Юрий Абрамович
51. Беглов, Александр Дмитриевич
52. Бек, Василий Алексеевич
53. Белая, Зоя Александровна
54. Белгородский, Валерий Савельевич
55. Беляев, Леонид Анатольевич
56. Березовский, Владимир Петрович
57. Бернадский, Геннадий Валентинович
58. Беспалова, Елена Романовна
59. Бессмертных, Александр Александрович
60. Бехтиева, Елена Владимировна
61. Бильжо, Андрей Георгиевич
62. Бирюкова, Алиса Михайловна
63. Благирева, Елена Николаевна
64. Бланк, Борис Лейбович
65. Блохина, Тамара Евгеньевна
66. Богатырёв, Александр Викторович
67. Богатырёв, Евгений Анатольевич
68. Богатырёва, Светлана Гарриевна
69. Боголюбова, Галина Васильевна
70. Богомольная, Эльвира Константиновна
71. Богомольный, Григорий Леонидович
72. Богорад, Виктор Борисович
73. Богуславская, Зоя Борисовна
74. Бойцова, Татьяна Ивановна
75. Бокарев, Виктор Степанович
76. Бокерия, Лео Антонович
77. Болдырева, Екатерина Валентиновна
78. Болотских, Елена Григорьевна
79. Бондаренко, Виктор Александрович
80. Бондаренко, Игорь Иванович
81. Бондарь, Ирина Алексеевна
82. Боос, Георгий Валентинович
83. Боровик, Генрих Авиэзерович
84. Бочаров, Сергей Петрович
85. Бочковская, Вера Игоревна
86. Бреус, Шалва Петрович
87. Бровко, Наталья Валерьевна
88. Брыкина, Надежда Вячеславовна
89. Бубнов, Владимир Александрович
90. Бузиашвили, Юрий Иосифович
91. Булатов, Эрик Владимирович
92. Буров, Николай Витальевич
93. Бусырева, Татьяна Викторовна
94. Бухаров, Виктор Семёнович
95. Вавилин, Виталий Владимирович
96. Вагин, Владимир Стефанович
97. Варебрус, Леонид Викторович
98. Васильев, Александр Александрович
99. Васильев, Владимир Викторович
100. Васильев, Олег Евдокимович
101. Васильева, Алёна Александровна
102. Васильева, Евгения Николаевна
103. Васильева, Ольга Юрьевна
104. Васюнькин, Юрий Николаевич
105. Ващенко, Иван Иванович
106. Вдовин, Василий Степанович
107. Вдовкина, Екатерина Николаевна
108. Величко, Владимир Николаевич
109. Верещагин, Евгений Савватьевич
110. Верхов, Сергей Иванович
111. Ветров, Александр Егорович
112. Вздорнов, Герольд Иванович
113. Вилинбахов, Георгий Вадимович
114. Вирсаладзе, Элисо Константиновна
115. Вислый, Александр Иванович
116. Владова, Татьяна Григорьевна
117. Власов, Пётр Васильевич
118. Войскунская, Натэлла Ильинична
119. Волков, Сергей Викторович
120. Вологдина, Екатерина Александровна
121. Вольский, Виктор Адольфович
122. Ворона, Екатерина Александровна
123. Воронин, Александр Юрьевич
124. Воронина, Людмила Владимировна
125. Воронкова, Альбина Борисовна
126. Воронова, Людмила Владимировна
127. Воронцов, Олег Александрович
128. Ворошнин, Сергей Фёдорович
129. Выстропов, Андрей Петрович
130. Гагарина, Елена Юрьевна
131. Гаглоев, Вадим Черменович
132. Гагнидзе, Мераб Константинович
133. Гайнутдин, Равиль Исмагилович
134. Галкина, Марина Владимировна
135. Гапонов, Григорий Анатольевич
136. Гаспарян, Мартик Юрикович
137. Гаттенбергер, Наталия Леонидовна
138. Гвичия, Нана Маргушевна
139. Гейхман, Исаак Львович
140. Георгий (Данилов)
141. Герасимов, Евгений Владимирович
142. Гергиев, Валерий Абисалович
143. Гигинейшвили, Георгий Ревазович
144. Гладкая, Маргарита Сергеевна
145. Голицын, Сергей Михайлович
146. Голованова, Татьяна Константиновна
147. Гоноболин, Вячеслав Чарльзович
148. Гончаров, Виктор Иванович
149. Гончарова, Лариса Станиславовна
150. Гончарова, Наталья Михайловна
151. Гор, Анна Марковна
152. Гор Чахал
153. Горбунова, Татьяна Васильевна
154. Гордеев, Алексей Васильевич
155. Гордеев, Сергей Эдуардович
156. Горлачёв, Юрий Александрович
157. Гошко, Валерий Семёнович
158. Грачёв, Вячеслав Юрьевич
159. Гращенков, Валерий Степанович
160. Григорович, Юрий Николаевич
161. Гринберг, Алексей Владимирович
162. Гришин, Дмитрий Борисович
163. Грошев, Пётр Иванович
164. Грязнов, Игорь Михайлович
165. Гуданаев, Борис Долматович
166. Гуляев, Владимир Андреевич
167. Гуменюк, Алла Николаевна
168. Гуржиева, Ирина Павловна
169. Гусарин, Сергей Борисович
170. Гусев, Павел Николаевич
171. Гусейнов, Вадим Владимирович
172. Давиденкова, Лидия Сергеевна
173. Давыдов, Михаил Иванович
174. Давыдов, Сергей Германович
175. Данелия, Кирилл Георгиевич
176. Данилов, Виктор Васильевич
177. Датаяшева, Камила Камильевна
178. Девятов, Сергей Викторович
179. Деллос, Андрей Константинович
180. Дембовский, Григорий Михайлович
181. Десятников, Владимир Александрович
182. Дешкова, Ирина Павловна
183. Джабраилов, Умар Алиевич
184. Джанян, Николай Аванесович
185. Джафарова, Светлана Георгиевна
186. Джения, Виталий Викторович
187. Дзасохов, Александр Сергеевич
188. Дзукаев, Николай Казбекович
189. Диллендорф, Андрей Евгеньевич
190. Диодоров, Борис Аркадьевич
191. Дмитриев, Алексей Леонидович
192. Дмитриенко, Ольга Васильевна
193. Доброхотова, Валерия Борисовна
194. Додин, Лев Абрамович
195. Додонов, Фёдор Александрович
196. Додонова, Галина Васильевна
197. Докучаев, Илья Игоревич
198. Докучаева, Ольга Владимировна
199. Долгов, Вячеслав Геннадьевич
200. Долгополов, Олег Анатольевич
201. Доленджашвили, Гурам Николаевич
202. Долль, Алекс
203. Дорджиев, Виктор Исаевич
204. Дроздов, Николай Николаевич
205. Дубровин, Александр Викторович
206. Дубровин, Геннадий Фёдорович
207. Дубская, Елена Васильевна
208. Дудаков, Валерий Александрович
209. Дыбский, Евгений Юрьевич
210. Дю Мен Су
211. Егоров, Александр Борисович
212. Егоров, Алексей Георгиевич
213. Егоров, Владимир Константинович
214. Егоров, Евгений Михайлович
215. Елисеев, Александр Михайлович
216. Елисеев, Анатолий Михайлович
217. Ёлкин, Александр Георгиевич
218. Елфимов, Аркадий Григорьевич
219. Ельченко, Игорь Яковлевич
220. Ермаков, Вячеслав Михайлович
221. Ермолаев, Александр Павлович
222. Есаков, Валерий Анатольевич
223. Есаулов, Георгий Васильевич
224. Еутых, Ася Аслановна
225. Ефимов, Измаил Варсонофьевич
226. Ефимочкин, Геннадий Фёдорович
227. Жаров, Олег Алексеевич
228. Жданов, Сергей Борисович
229. Желондиевская, Лариса Владиславовна
230. Жилинская, Венера Николаевна
231. Жимальдинов, Тимур Хафисович
232. Жученко, Наталья Константиновна
233. Загородников, Михаил Александрович
234. Зарипов, Аннамухамед Зарипович
235. Затравкин, Лука Никасович
236. Захарченко, Александр Алексеевич
237. Захарченко, Сергей Александрович
238. Звягинцев, Александр Григорьевич
239. Зевин, Евгений Моисеевич
240. Зильберквит, Марк Александрович
241. Зимнева, Ирина Алексеевна
242. Зинич, Константин Мелатдинович
243. Злобина, Галина Рауфовна
244. Золотов, Павел Юрьевич
245. Золотых, Александр Сергеевич
246. Зоненашвили, Нино Иосифовна
247. Зубков, Виктор Алексеевич
248. Зунузин, Владимир Фёдорович
249. Иванов, Антон Валентинович
250. Иванов, Никита Михайлович
251. Иларион (Алфеев)
252. Илюмжинов, Кирсан Николаевич
253. Инфанте, Франсиско
254. Иоселиани, Давид Георгиевич
255. Исаков, Сергей Михайлович
256. Исмагилов, Файзрахман Абдрахманович
257. Кабулова, Зарина Зелимхановна
258. Каграманян, Назик Саядовна
259. Кагунькин, Валерий Фёдорович
260. Казарян, Армен Юрьевич
261. Калайтанов, Олег Николаевич
262. Каламанов, Владимир Авдашевич
263. Каламанов, Георгий Владимирович
264. Калинаускас, Игорь Николаевич
265. Калинин, Леонид Дмитриевич
266. Калмахелидзе, Гиви Дмитриевич
267. Камардина, Галина Фёдоровна
268. Каменев, Игорь Юрьевич
269. Каноков, Руслан Баширович
270. Кантор, Вячеслав Владимирович
271. Кантор, Максим Павлович
272. Каньшин, Александр Николаевич
273. Капусткин, Александр Сергеевич
274. Каракашев, Вилен Суренович
275. Карлова, Маргарита Петровна
276. Карпов, Анатолий Евгеньевич
277. Карцев, Виктор Георгиевич
278. Касаткин, Владимир Иванович
279. Кейхман, Исаак Львович
280. Кильчанский, Леонид Валерьевич
281. Киричек, Ольга Борисовна
282. Кирпичников, Михаил Петрович
283. Киселёв, Андрей Александрович
284. Киселёва, Вера Николаевна
285. Кичеджи, Василий Николаевич
286. Кичко, Сергей Дмитриевич
287. Клюкина, Анна Иосифовна
288. Ковалёв, Андрей Владимирович
289. Ковалёва, Любовь Васильевна
290. Коваль, Владислав Эдуардович
291. Ковальчук, Михаил Валентинович
292. Кожевников, Владимир Евгеньевич
293. Козлова, Наталия Дмитриевна
294. Козлова, Татьяна Владимировна
295. Козьмин, Александр Александрович
296. Колдин, Василий Иванович
297. Коловская, Елена Фёдоровна
298. Коловский, Захар Михайлович
299. Колодкин, Александр Анатольевич
300. Колосницин, Владимир Васильевич
301. Колчанова, Людмила Николаевна
302. Кольцова, Татьяна Михайловна
303. Комаров, Николай Парфёнович
304. Комаров, Феликс Рувимович
305. Комелин, Анатолий Фёдорович
306. Комольцев, Геннадий Николаевич
307. Компанцев, Алексей Викторович
308. Кондратьев, Вадим Викторович
309. Кондулуков, Сергей Никитович
310. Кондулукова, Вера Ивановна
311. Коновалов, Александр Николаевич
312. Коновалов, Борис Сергеевич
313. Коновалов, Михаил Юрьевич
314. Коноплянский, Вадим Сергеевич
315. Константинов, Константин Константинович
316. Корина, Наталия Дмитриевна
317. Коробьина, Ирина Михайловна
318. Королёв, Олег Петрович
319. Косарева, Оксана Валентиновна
320. Косибород, Ольга Львовна
321. Косоруков, Валерий Стефанович
322. Костяников, Анатолий Гаврилович
323. Косырев, Анатолий Николаевич
324. Кошкин, Александр Арнольдович
325. Кравцев, Владимир Анатольевич
326. Красилин, Михаил Михайлович
327. Краузе, Деви Маркович
328. Криволапов, Николай Петрович
329. Крокин, Михаил Александрович
330. Крузе, Светлана Валерьевна
331. Крымов, Дмитрий Анатольевич
332. Кугач, Иван Михайлович
333. Кузмичёв, Владимир Арсентьевич
334. Кураков, Дмитрий Викторович
335. Курамшин, Ринат Мухтарович
336. Курилов, Адольф Степанович
337. Курманаевский, Алексей Михайлович
338. Кутукова, Елена Сергеевна
339. Кушлинский, Николай Евгеньевич
340. Лавренова, Ольга Александровна
341. Лаврентьев, Алексей Николаевич
342. Лаврушин, Вячеслав Петрович
343. Ладошин, Сергей Станиславович
344. Лапин, Игорь Витальевич
345. Лаптев, Юрий Константинович
346. Лаптева, Любовь Геннадьевна
347. Ларина, Лариса Николаевна
348. Левикова, Бэла Исааковна
349. Левянт, Борис Владимирович
350. Легойда, Владимир Романович
351. Лейвиков, Марк Георгиевич
352. Леонов, Юрий Борисович
353. Леонова, Марина Константиновна
354. Леонова, Наталья Алексеевна
355. Листровой, Владимир Сергеевич
356. Лифатов, Сергей Алексеевич
357. Лободанов, Александр Павлович
358. Логинов, Игорь Александрович
359. Ломов, Станислав Петрович
360. Лопатина, Галина Александровна
361. Лохин, Адольф Викторович
362. Лошак, Марина Девовна
363. Лощинина, Татьяна Васильевна
364. Луганский, Николай Львович
365. Лужина, Александра Николаевна
366. Лукичева, Красимира Любеновна
367. Лукьянов, Виктор Евгеньевич
368. Лукьянов, Григорий Владимирович
369. Лунгин, Павел Семёнович
370. Лусегенов, Ованес Мелконович
371. Лысенина, Раиса Алексеевна
372. Любимов, Борис Николаевич
373. Люкшин, Юрий Константинович
374. Ляпин, Роман Иванович
375. Магдалина, Тамара Алексеевна
376. Майдибор, Олеся Николаевна
377. Майзель, Владимир Гдальевич
378. Макаревич, Игорь Глебович
379. Макаров, Игорь Аркадьевич
380. Максименко, Анна Евгеньевна
381. Малеев, Михаил Анатольевич
382. Малышев, Владимир Сергеевич
383. Малышев, Дмитрий Евгеньевич
384. Мальцев, Владимир Сергеевич
385. Малявкин, Олег Игоревич
386. Мамедов, Аскер Искендер оглы
387. Манашеров, Тамаз Омарович
388. Мандаганов, Юрий Ендонович
389. Маньков, Сергей Александрович
390. Маргиев, Таймураз Гиоргиевич
391. Мареев, Владимир Иванович
392. Маркин, Юрий Петрович
393. Марков, Константин Владимирович
394. Маршумов, Михаил Михайлович
395. Маслова, Лариса Константиновна
396. Матвиенко, Валентина Ивановна
397. Мащицкая, Ирина Викторовна
398. Мащицкий, Виталий Львович
399. Медведев, Алексей Лукич
400. Мединский, Владимир Ростиславович
401. Меликов, Элик Гельманович
402. Мельникова, Светлана Евгеньевна
403. Менчиц, Юрий Владимирович
404. Мерабишвили, Паата Мерабович
405. Месхи, Бесик Чохоевич
406. Метакса, Татьяна Христофоровна
407. Метелин, Геннадий Фёдорович
408. Микитюк, Виктор Романович
409. Миклушевская, Ирина Николаевна
410. Микоян, Анастас Алексеевич
411. Милославская, Валентина Григорьевна
412. Миляев, Иван Валерьевич
413. Мирошниченко, Юрий Петрович
414. Митин, Сергей Герасимович
415. Миткевич, Мая Владимировна
416. Митрополит Георгий
417. Митрополит Иларион
418. Митрошин, Виктор Фёдорович
419. Митта, Александр Наумович
420. Михайлов, Владимир Анатольевич
421. Михалков, Никита Сергеевич
422. Мишин, Валерий Андреевич
423. Могилевцев, Владимир Александрович
424. Мокроусова-Гульельми, Екатерина Петровна
425. Молочков, Владимир Алексеевич
426. Морозов, Станислав Фёдорович
427. Москаленко, Кирилл Алексеевич
428. Москалюк, Марина Валентиновна
429. Мудров, Юрий Витальевич
430. Муравьёв, Сергей Валериевич
431. Мурушкин, Валерий Валентинович
432. Мусаева, Наталья Фёдоровна
433. Мухин, Николай Николаевич
434. Мясоедов, Виктор Павлович
435. Навашин, Пётр Сергеевич
436. Назарова, Лариса Владимировна
437. Нарбекова, Людмила Николаевна
438. Наседкин, Владимир Никитович
439. Нащокина, Мария Владимировна
440. Неверов, Анатолий Иосифович
441. Невзоров, Константин Борисович
442. Некипелов, Александр Дмитриевич
443. Некрасов, Владимир Ильич
444. Неменская, Лариса Александровна
445. Нечаева, Вита Анатольевна
446. Никитин, Сергей Аведикович
447. Никитина, Людмила Ивановна
448. Никифоров, Владимир Евгеньевич
449. Никифоров, Геннадий Эдуардович
450. Никольский, Глеб Александрович
451. Никонов, Владимир Глебович
452. Нисанов, Год Семёнович
453. Новиков, Василий Семёнович
454. Ногаев, Валерий Витальевич
455. Нозадзе, Ольга Владимировна
456. Нургалеева, Розалия Миргалимовна
457. Обвинцев, Анатолий Александрович
458. Образцова, Марина Владимировна
459. Овсиенко, Наталия Дмитриевна
460. Овсиенко, Николай Павлович
461. Овсянников, Вадим Геннадьевич
462. Оздоев, Руслан Исламович
463. Ольшевский, Виктор Владимирович
464. Орджоникидзе, Григорий Эдуардович
465. Орджоникидзе, Марианна Марговна
466. Ордынская, Марина Валентиновна
467. Орлов, Игорь Иванович
468. Орловский, Виталий Абрамович
469. Осин, Ян Валерьевич
470. Осипов, Юрий Сергеевич
471. Османов, Юсуп Магомедович
472. Османова, Гюльнара Сулеймановна
473. Осокин, Николай Владимирович
474. Очнев, Андрей Евгеньевич
475. Павлов, Александр Николаевич
476. Павлов, Владимир Фёдорович
477. Павлов, Юрий Сергеевич
478. Павловская, Екатерина Леонидовна
479. Павловская, Елена Юрьевна
480. Панов, Александр Николаевич
481. Панов, Эдуард Порфирьевич
482. Парфёнов, Алексей Петрович
483. Паршков, Алексей Андреевич
484. Пегов, Владислав Викторович
485. Пелевина, Елена Лолиевна
486. Перфильев, Валерий Иосифович
487. Пескова, Анна Владиславовна
488. Петров, Александр Константинович
489. Петров, Борис Анатольевич
490. Петрова, Неля Львовна
491. Петровичев, Александр Валерьевич
492. Петухов, Юрий Михайлович
493. Пилипер, Вячеслав Семёнович
494. Пирожков, Владимир Вячеславович
495. Пищулина, Виктория Владимировна
496. Плотников, Валерий Фёдорович
497. Погонин, Владимир Васильевич
498. Подгорненская, Нина Васильевна
499. Полонкоев, Мурад Махиевич
500. Полтавченко, Георгий Сергеевич
501. Полянцев, Евгений Вадимович
502. Помелова, Инесса Александровна
503. Поморцев, Борис Николаевич
504. Попандопуло, Афина Георгиевна
505. Попов, Владимир Степанович
506. Попов, Геннадий Викторович
507. Попова, Юлия Анатольевна
508. Потоцкий, Григорий Викторович
509. Примаков, Евгений Александрович
510. Пристанкова, Анна Владиславовна
511. Провоторов, Владислав Алексеевич
512. Прокопьев, Максим Викторович
513. Прохорова, Ирина Дмитриевна
514. Прус, Виктор Николаевич
515. Пузенков, Георгий Николаевич
516. Пуляхина-Манизер, Нина Леонидовна
517. Путин, Владимир Владимирович
518. Путинцев, Константин Эдуардович
519. Пынина, Татьяна Юрьевна
520. Радзинский, Эдвард Станиславович
521. Радимов, Пётр Николаевич
522. Разанов, Мухитдин Файзуллаевич
523. Рак, Вячеслав Владимирович
524. Ракчеев, Владимир Викторович
525. Ратишвили, Мераб Георгиевич
526. Рахлеева, Мария Афанасьевна
527. Рашоев, Теймураз Афоевич
528. Резник, Илья Рахмиэлевич
529. Ремчуков, Константин Вадимович
530. Ресин, Владимир Иосифович
531. Ретеюм, Алексей Александрович
532. Рещиков, Валентин Михайлович
533. Рицци, Виталий Витальевич
534. Родионов, Дмитрий Викторович
535. Рождественская, Екатерина Робертовна
536. Розанов, Никита Евгеньевич
537. Розанова, Галина Анатольевна
538. Ройзман, Евгений Вадимович
539. Рубец, Александр Михайлович
540. Рубцова, Лариса Петровна
541. Румянцева, Светлана Михайловна
542. Рунге, Владимир Фёдорович
543. Русов, Евгений Александрович
544. Руцкой, Александр Владимирович
545. Рыбачук, Вадим Борисович
546. Рыбкин, Сергей Валентинович
547. Рыжикова, Нина Константиновна
548. Рыжков, Олег Владимирович
549. Рюрикова, Наталья Петровна
550. Рябовол, Валерий Андреевич
551. Савинков, Дмитрий Владимирович
552. Садовничий, Виктор Антонович
553. Сальков, Геннадий Валентинович
554. Самакаев, Ильгизар Майберович
555. Самарская, Татьяна Александровна
556. Сарабьянов, Андрей Дмитриевич
557. Саттаров, Мансур Маннурович
558. Сафиулин, Асар Нуруллович
559. Сафронов, Виктор Алексеевич
560. Свидерская, Марина Ильинична
561. Севастьянова, Надежда Игоревна
562. Северина, Надежда Борисовна
563. Севостьянов, Владимир Петрович
564. Сельская, Надежда Андреевна
565. Семененко, Сергей Григорьевич
566. Семёнов, Евгений Владимирович
567. Сергеев, Александр Михайлович
568. Сергеев, Борис Михайлович
569. Сергеев, Владимир Анатольевич
570. Серов, Сергей Иванович
571. Серова, Екатерина Дмитриевна
572. Сеченов, Алексей Геннадьевич
573. Сиволдаева, Елена Валентиновна
574. Сидоренко, Максим Викторович
575. Сидоренко, Сергей Викторович
576. Сидоров, Евгений Юрьевич
577. Сильянов, Александр Алексеевич
578. Симонян, Гайк Мушегович
579. Сиповская, Наталия Владимировна
580. Сиротина, Наталья Георгиевна
581. Скаковская, Людмила Николаевна
582. Скворцов, Михаил Михайлович
583. Скорик, Станислав Игоревич
584. Скрылёв, Виктор Михайлович
585. Скурлов, Валентин Васильевич
586. Смирнов, Александр Максимович
587. Смирнов, Марк Александрович
588. Смирнов, Сергей Сергеевич
589. Снегур, Игорь Григорьевич
590. Соколов, Александр Сергеевич
591. Соколов, Андрей Петрович
592. Соколов, Николай Владимирович
593. Солоцинская, Екатерина Владимировна
594. Сомова, Наталия Вячеславовна
595. Сосин, Юрий Иванович
596. Спиваков, Владимир Теодорович
597. Спиридонов, Андрей Алексеевич
598. Старостин, Михаил Гаврильевич
599. Степашин, Сергей Вадимович
600. Стернин, Александр Иосифович
601. Стулов, Владимир Сергеевич
602. Супереко, Олег Николаевич
603. Суркова, Любовь Александровна
604. Сысоев, Борис Григорьевич
605. Тананаева, Лариса Ивановна
606. Тарасов, Сергей Викторович
607. Теплов, Валерий Васильевич
608. Терехович, Марина Леонидовна
609. Терешкова, Валентина Владимировна
610. Тимохов, Сергей Владимирович
611. Титлинов, Сергей Валентинович
612. Титов, Герман Алексеевич
613. Тихонов, Михаил Вячеславович
614. Тихонов, Никита Сергеевич
615. Тихонова, Юлия Владимировна
616. Ткаченко, Александр Васильевич
617. Тобрелутс, Ольга Владимировна
618. Токарев, Николай Петрович
619. Толстая, Наталия Олеговна
620. Торкунов, Анатолий Васильевич
621. Торкунова, Ирина Геннадиевна
622. Тохтахунов, Алимжан Турсунович
623. Трегулова, Зельфира Исмаиловна
624. Треска, Валерий Васильевич
625. Третьяков, Виктор Викторович
626. Троицкая, Нина Евгеньевна
627. Трунин, Владимир Ушангинович
628. Тулузакова, Галина Петровна
629. Туркав, Руслан Колосавович
630. Тхакушинов, Аслан Китович
631. Тюгаева, Людмила Александровна
632. Урин, Владимир Георгиевич
633. Усов, Леонтий Андреевич
634. Устенко, Александр Александрович
635. Фазылов, Хатип Сарварович
636. Фёдоров, Александр Владимирович
637. Фёдоров, Даниил Юрьевич
638. Федосеев, Владимир Иванович
639. Федотов, Михаил Александрович
640. Филатов, Андрей Васильевич
641. Фоменко, Владимир Тихонович
642. Фомичёв, Владимир Васильевич
643. Фрейндлих, Алиса Бруновна
644. Фридман, Борис Михайлович
645. Хайрутдинова, Вера Николаевна
646. Хамдамов, Рустам Усманович
647. Харатишвили, Теймураз Кабаевич
648. Харченко, Иван Иванович[6]
649. Харшак, Андрей Александрович
650. Хасиков, Бату Сергеевич
651. Хлынцов, Николай Александрович
652. Холоденова, Марина Николаевна
653. Хрипченко, Илья Иванович
654. Хрисанов, Пётр Александрович
655. Хубутия, Могели Шалвович
656. Худоногова, Елена Юрьевна
657. Цап, Владислав Абрамович
658. Цапкин, Михаил Вадимович
659. Царёва, Наталья Степановна
660. Цветков, Николай Михайлович
661. Цветкова, Галина Викторовна
662. Цветкова, Чулпан Маннуровна
663. Цыганенко, Александр Максимович
664. Цыденова, Рита Бадмаевна
665. Цыжипов, Балжир Анандаевич
666. Чайка, Юрий Яковлевич
667. Чащинский, Анатолий Дмитриевич
668. Чеглаков, Андрей Васильевич
669. Чегодаев, Дмитрий Андреевич
670. Чекалин, Александр Алексеевич
671. Черёмушкин, Герман Вячеславович
672. Черенков, Александр Сергеевич
673. Черешнев, Валерий Александрович
674. Черкалин, Сергей Дмитриевич
675. Черкис, Павел Иванович
676. Черненко, Юрий Алексеевич
677. Чернов, Николай Викторович
678. Чернышёва-Черна, Елена Дмитриевна
679. Чернышов, Игорь Александрович
680. Чертогова, Марина Юрьевна
681. Чибисов, Николай Петрович
682. Чирков, Владимир Фёдорович
683. Чистобаев, Сергей Валерьевич
684. Членова, Светлана Фёдоровна
685. Чолария, Игорь Мажарович
686. Чхиквадзе, Владимир Викторович
687. Шаймиев, Минтимер Шарипович
688. Шакина, Анна Владимировна
689. Шалумов, Биньямин Завалунович
690. Шанцев, Валерий Павлинович
691. Шапиро, Олег Аркадьевич
692. Шарёнкова, Елена Викторовна
693. Шахназаров, Карен Георгиевич
694. Шебунин, Александр Михайлович
695. Шестакова, Татьяна Борисовна
696. Шибанов, Евгений Николаевич
697. Шилов, Александр Николаевич
698. Шиманский, Шалва Леванович
699. Шипилин, Игорь Николаевич
700. Шихалиев, Салим Ариф оглы
701. Шкаровский, Виктор Степанович
702. Шклярук, Александр Фёдорович
703. Шпынов, Игорь Александрович
704. Шумова, Татьяна Владимировна
705. Щепетков, Николай Иванович
706. Щербаков, Константин Александрович
707. Эрдынеев, Аюша Итигилович
708. Эсмонт, Мария Сергеевна
709. Юга, Людмила Георгиевна
710. Юрчихин, Фёдор Николаевич
711. Якобашвили, Давид Михайлович
712. Якубова, Ольга Ивановна
713. Ямпольская, Елена Александровна
714. Ямщиков, Виктор Ефимович
715. Яновский, Олег Давидович
716. Яценко, Владимир Алексеевич